# Terreiro Cacunda de Iaiá
O Terreiro Cacunda de Iaiá, Axé Pó Egi, é um terreiro de Sapatá, foi fundado pela africana Gaiacú Satu em ritual Savalu, em Salvador no bairro de Sussuarana, no estado da Bahia, no Brasil.
Cacunda deriva do quimbundo Kakunda, corcova, giba, que era usada pelos escravos no Brasil como dorso, costas. Já Iyá é uma palavra de origem iorubá que significa mãe; ou Iaiá, no caso, uma corruptela significando mamãe ou senhora.

## Sacerdotisas
- Gaiacú Satu
- Mãe Tança de Nanã
- Maria de Lourdes Buana